# Рагби 15 репрезентација Чешке
Рагби јунион репрезентација Чешке Републике је рагби јунион тим који представља Чешку Републику у овом екипном спорту. Највећу победу у историји рагбисти Чешке Републике остварили су 2002. када су убедљиво савладали Хрвате са 95-5. Најтежи пораз Чесима нанели су Италијани 1994. резултат је био 104-8 у корист Азура. Рагби јунион репрезентација Чешке Републике се такмичи у дивизији 1Б Куп европских нација. Најбољи чешки рагбисти углавном играју у другој француској лиги Про Д2. Чеси су се први пут са рагбијем упознали још крајем 19. века.

## Тренутни састав
Ондреј Кутил
Роман Шустер
Мартин Хавличек
Марек Голдштајн
Емилио Калдарони
Јакуб Долежел
Роберт Вовес
Радим Батцка
Јосеф Манак
Јири Франк
Јан Школар
Јири Пантучек
Алеш Стејскал
Мартин Садилек
Мартин Јагр
Јан Корал
Петр Чижек
Јан Бенда
Адам Швајзер
Јан Курка
Јан Олбрих
Петр Мусил
Јан Рохлик
Адам Соурал